# Aditivo (combustível)
Um aditivo para combustível é uma substância química agregada a um produto (um combustível) para melhorar suas propriedades e alterar suas características. Tal substância é utilizada normalmente em pequenas quantidades, adicionada durante sua elaboração pelo fabricante, e em alguns casos, comercializada para adição pelos consumidores, por exemplo, diretamente nos tanques de combustível dos veículos.
De acordo com a legislação brasileira, um aditivo para combustível automotivo não pode exceder 5000 ppm.
Há diferentes características que podem melhorar com os aditivos:
- Octanagem: O composto de chumbo (tetraetilchumbo) que se utilizou durante décadas, mas é muito contaminante e tem seu uso proibido. O MTBE é usados como aditivos para obter melhor combustão da gasolina.
- Oxigenadores: Melhoram a combustão do combustível. Evitando as fumaças dos hidrocarbonetos não queimados e os restos de carbonila. Além de melhorar o consumo e a potência.[carece de fontes?] Por exemplo, em motores do tipo glow, utilizados em aeromodelismo, este aditivo é o nitrometano.[2]
- Detergentes: Diminuem os resíduos deixados pelo combustível no interior do motor, matendo limpas todas as partes em contato com o combustível.[3]
- Corantes: São utilizados para evitar confundir combustíveis ou em fraude fiscal com combustíveis com menos impostos (por exemplo, o combustível agrícola e o de calefação).

## Tratamento para o motor
Existem preparados para melhorar ou tratar certos problemas do motor. São apresentados comercialmente em embalagens plásticas que se adicionam ao tanque de combustível, ao óleo lubrificante, e inclusive pulverizadas na admissão. Não estão previstos para serem usados continuamente como os aditivos e não são recomendáveis.